# Peter Grigg
Pas d'image ? Cliquez ici

a Compétitions nationales et continentales officielles uniquement.

b Matchs officiels uniquement.
Dernière mise à jour le 31 août 2018.
Peter Clive Grigg, né le 20 juillet 1958 à Millaa Millaa (Queensland), est un joueur de rugby à XV australien qui a joué avec l'équipe d'Australie et les Queensland Reds. Il évoluait au poste de trois quart aile.

## Carrière

### En club
- Queensland Reds

### En équipe nationale
Il a eu sa première cape internationale le 12 juillet 1980, à l’occasion d’un match contre l'équipe de Nouvelle-Zélande.
Grigg a participé à la Coupe du monde de rugby 1987 (5 matchs disputés).

## Palmarès

### En club
- 106 matchs avec les Queensland Reds

### En équipe nationale
- 25 sélections avec l'équipe d'Australie
- 12 essais (48 points)
- Sélections par année : 1 en 1980, 4 en 1982, 2 en 1983, 3 en 1984, 5 en 1985, 4 en 1986, 6 en 1987